# Europe Triathlon
Europe Triathlon est le nom que prend, en 2020, la Fédération européenne de triathlon créée en 1984 pour développer en Europe le triathlon et les sports dérivés de celui-ci. Elle est la plus ancienne fédération continentale et internationale de triathlon. Elle organise les courses du championnat d’Europe officiel pour l'ensemble des sports enchaînés gérés par la Fédération internationale de triathlon créée en 1989, à laquelle elle s'est affiliée.

## Historique
La Fédération européenne de triathlon (ETU) est créée en 1984 pour favoriser le développement du triathlon en Europe. En 2015, 47 entités nationales sont fédérées en son sein. L'ETU fait partie de la Fédération internationale de triathlon comme représentante des fédérations européennes. Elle est membre du comité olympique européen pour le triathlon et organise les championnats européens de ses spécialités, triathlon, duathlon, cross triathlon, paratriathlon, triathlon d'hiver et aquathlon.

## Direction
En 2017, lors de son 32e congrès, les membres de la fédération ont réélu comme président l'Italien Renato Bertrandi pour un nouveau mandat de quatre années. Les Français  
Julien Vander Plancke élu au comité technique, Pierre Bigot au comité de développement  et Denis Jaeger comme vice-président sont élus jusqu'en 2021. En mars 2025, le Luxembourgeois Marc D’hooge est élu président de la fédération.
Présidents successifs : 
- 1985-1994 : Con O’Callaghan
- 1995-2002 : Didier Lehénaff
- 2002-2008 : Marisol Casado
- 2009-2009 : Emilio Di Toro
- 2010-2012 : Philip EC Schädler
- 2012-2025 : Renato Bertrandi
- 2025- : Marc D’hooge

## Distinctions
La fédération européenne distingue chaque année les triathlètes dans diverses catégories en leur remettant un trophée les awards européens. L'année 2016 a vu la remise de cette distinction à Alistair Brownlee et Nicola Spirig comme triathlète de l'année. Elle a honoré également trois légendes du triathlon européen, le Néerlandais Rob Barel et les Françaises Isabelle et Béatrice Mouthon. L'Estonienne Kaidi Kivioja licenciée en France, reçoit l'award de la triathlète ayant le mieux représentée les valeurs de l'ETU.

## Structure internationale
L'ETU est une structure fédérale à laquelle adhèrent les fédérations de triathlon nationale. En 2015 elle compte 47 pays.
- Allemagne
- Andorre
- Arménie
- Autriche
- Azerbaïdjan
- Biélorussie
- Belgique
- Bosnie-Herzégovine
- Bulgarie
- Chypre
- Croatie
- Danemark
- Espagne
- Estonie
- Finlande
- France
- Géorgie
- Gibraltar
- Grèce
- Hongrie
- Irlande
- Islande
- Israël
- Italie
- Luxembourg
- Lettonie
- Liechtenstein
- Lituanie
- Macédoine du Nord
- Malte
- Moldavie
- Monaco
- Norvège
- Pays-Bas
- Pologne
- Portugal
- Tchéquie
- Royaume-Uni
- Roumanie
- Russie
- Serbie
- Slovaquie
- Slovénie
- Suède
- Suisse
- Turquie
- Ukraine

## Championnats
La série originale des courses de la fédération est la course de distance M (distance olympique) sanctionnée par le championnat d'Europe de triathlon. Cette distance de triathlon est devenue l'un des standards dans le monde du triathlon.
Les événements suivants du championnat d'Europe sont organisés par l'ETU : 
- Championnats d'Europe de triathlon ;
- Championnats d'Europe de triathlon sprint ;
- Championnats d'Europe de triathlon moyenne distance ;
- Championnats d'Europe de triathlon longue distance ;
- Championnats d'Europe de triathlon en relais mixte ;
- Championnats d'Europe de triathlon cross ;
- Championnats d'Europe de triathlon d'hiver ;
- Championnats d'Europe de duathlon ;
- Championnats d'Europe de duathlon longue distance;
- Championnats d'Europe de duathlon cross ;
- Championnats d'Europe de paratriathlon ;
- Coupe d'Europe des clubs champions de triathlon.